# Оневей (Мічиган)
Оневей (англ. Onaway) — місто (англ. city) в США, в окрузі Преск-Айл штату Мічиган. Населення — 890 осіб (2020).

## Географія
Оневей розташований за координатами 45°21′31″ пн. ш. 84°13′38″ зх. д. / 45.35861° пн. ш. 84.22722° зх. д. (45.358541, -84.227210).  За даними Бюро перепису населення США в 2010 році місто мало площу 4,06 км², з яких 4,06 км² — суходіл та 0,00 км² — водойми.

## Демографія
Згідно з переписом 2010 року, у місті мешкало 880 осіб у 394 домогосподарствах у складі 214 родин. Густота населення становила 217 осіб/км².  Було 495 помешкань (122/км²).
Расовий склад населення:
| - 95,8 % — білих - 0,9 % — корінних американців - 0,7 % — чорних або афроамериканців - 0,1 % — азіатів |

До двох чи більше рас належало 2,2 %. Частка іспаномовних становила 1,6 % від усіх жителів.
За віковим діапазоном населення розподілялося таким чином: 23,2 % — особи молодші 18 років, 57,3 % — особи у віці 18—64 років, 19,5 % — особи у віці 65 років та старші. Медіана віку мешканця становила 43,6 року. На 100 осіб жіночої статі у місті припадало 87,2 чоловіків;  на 100 жінок у віці від 18 років та старших — 85,7 чоловіків також старших 18 років.
Середній дохід на одне домашнє господарство  становив 31 880 доларів США (медіана — 27 000), а середній дохід на одну сім'ю — 35 986 доларів (медіана — 31 250). Медіана доходів становила 27 350 доларів для чоловіків та 22 125 доларів для жінок. За межею бідності перебувало 28,5 % осіб, у тому числі 44,2 % дітей у віці до 18 років та 3,4 % осіб у віці 65 років та старших.
Цивільне працевлаштоване населення становило 276 осіб. Основні галузі зайнятості: роздрібна торгівля — 19,6 %, транспорт — 14,1 %, освіта, охорона здоров'я та соціальна допомога — 14,1 %.